# Misiones jesuíticas guaraníes

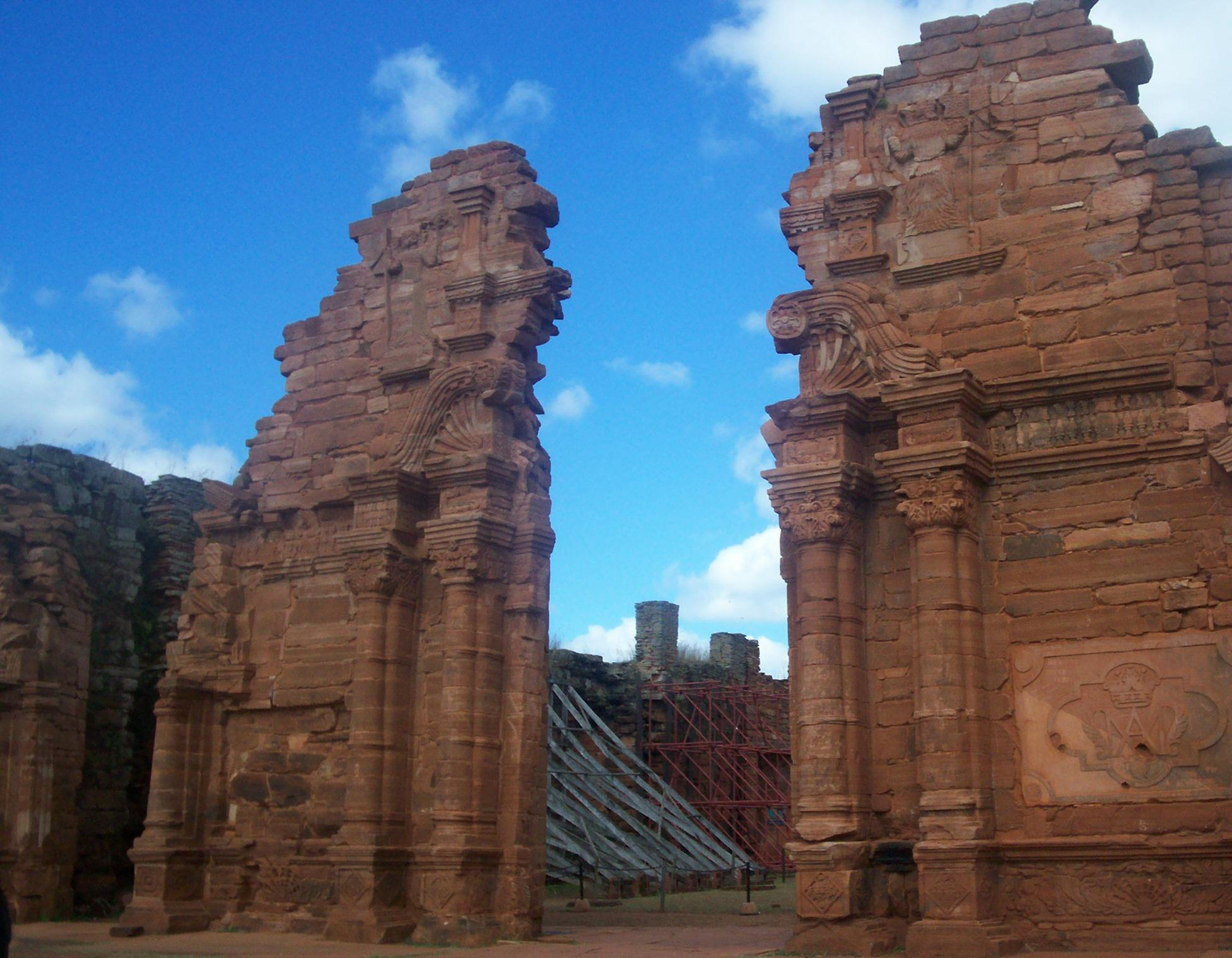
Ruinas jesuíticas de San Ignacio Miní.

Las misiones jesuíticas guaraníes y reducciones jesuíticas guaraníes fueron un conjunto de treinta pueblos misioneros fundados a partir del siglo XVII en la llamada Provincia Paraguaria (jurisdicción situada en Virreinato del Perú y que abarcaba regiones de los actuales Paraguay, Argentina, Uruguay y partes de Bolivia, Brasil y Chile) por la orden religiosa católica de la Compañía de Jesús entre los aborígenes guaraníes y pueblos afines, con el objetivo de evangelizar a dichos pueblos. Su nombre se extiende a sus estancias, con sus puestos postas, que hicieron posible las primeras producciones ganaderas y el desarrollo de su comercio de carne, yerba mate, cuero y en lana.
De sus treinta pueblos misioneros y sus estancias, quince se ubicaron en las actuales Misiones y Corrientes (Argentina), ocho en el Paraguay y las siete restantes en las denominadas Misiones Orientales, situadas al suroeste del actual Brasil. El río Queguay, fue la marca de su frontera sur, donde aún quedan vestigios de la Gran estancia de Yapeyú. Más al sur y al oeste solo había estancias jesuíticas, pero no misiones (reducciones).

## Historia

### Orígenes
En 1603, el vigésimo séptimo gobernador de Nueva Andalucía del Río de la Plata Hernandarias modificó la legislación sobre el trabajo forzado de los aborígenes, promoviendo la supresión de las mitas y encomiendas, por las cuales los españoles gozaban de los frutos del trabajo de los nativos que además eran adoctrinados como cristianos (condición con la que generalmente no se cumplía). Obtuvo la aprobación de esta reforma por parte del rey Felipe III, y en 1608 se dispuso la creación de las reducciones jesuíticas y franciscanas en la región del Guayrá (actual estado de Paraná, Brasil), por entonces bajo control militar español.
Las misiones o reducciones que los jesuitas crecieron con los años entre los guaraníes, guaicurúes y pueblos afines y llegaron a ubicarse en las regiones del Guayrá, Itatín, Tapé (las tres en el actual Brasil), Uruguay (Brasil, Argentina y Uruguay actuales), Paraná (Argentina, Paraguay y Brasil actuales) y las áreas guaycurúes en el Chaco (Argentina y Paraguay contemporáneos), fueron establecidas en el siglo XVII dentro de territorios pertenecientes al imperio español en la Gobernación del Río de la Plata y del Paraguay y sus gobernaciones sucesorias a partir de su división en 1617: la Gobernación del Paraguay y la Gobernación del Río de la Plata, todas dependientes del inmenso Virreinato del Perú y fundadas con el fin de evangelizar a los indios. 
Eclesiásticamente formaban parte de los obispados católicos de Buenos Aires y de Asunción e integraban la Provincia Jesuítica del Paraguay.

### Ubicación geográfica

Localización de las misiones jesuíticas guaraníes en los actuales territorios de Argentina, Paraguay y Brasil.

Las treinta misiones jesuitas guaraníes y sus estancias, se localizaron en la geografía de los actuales territorios de las repúblicas de Argentina, Paraguay, Brasil y Uruguay, en derredor de dos de los más importantes ríos que conforman la cuenca del Plata, el río Paraná y el río Uruguay, en la selva tropical de la mata atlántica.
Los jesuitas fueron continuadores del exitoso sistema de planificación demográfico que el virrey del Perú Francisco Álvarez de Toledo había ideado para las reducciones de indios. Así se creó la “República de indios” donde las misiones alcanzaron un alto grado de desarrollo. 
La primera misión jesuítica guaraní se fundó en 1609, en el actual territorio de lo que actualmente es Paraguay, bajo el nombre de San Ignacio Guazú. 
En la gran provincia misionera, el territorio de la actual provincia de Misiones, fue el que mayor concentración de reducciones tuvo ya que los jesuitas fundaron doce misiones entre los ríos Paraná y Uruguay en el área donde se produce el mayor acercamiento entre ambos cursos fluviales.
También erigieron los miembros de la Compañía de Jesús siete pueblos que se ubicaron al este del río Uruguay y que se conocieron con el nombre de Misiones Orientales, en un área que actualmente abarca el centro y el oeste del estado de Río Grande del Sur, en Brasil. 
En la Banda Oriental (este del río Uruguay), en lo que hoy es la República Oriental del Uruguay, la Gran estancia de Yapeyú (Argentina, Brasil y Uruguay, de los territorios que formaban parte de la Provincia jesuítica del Paraguay), dependiente de la Reducción de Yapeyú (ubicada en la margen derecha del río Uruguay, Argentina), más tarde reconocida como Estancia Nacional de Yapeyú (integrada por varias estancias y puestos postas, además del puerto posta de Paysandú), la más grande en tamaño, de todas las que crearon los jesuitas para alimentar con ganado vacuno a los pueblos misioneros de los guaraníes, tuvo por su límite más austral, al río Queguay, en el actual Departamento de Paysandú, donde fue muy importante en su logística, los puestos postas con el puesto puerto de Paysandú, como San Juan Bautista (cuyos vestigios se encuentran en la actual Estancia Buen Retiro-Castillo Morató, en el paraje Tres Árboles), entre los actuales arroyos de los Corrales, antes San Martín y el río Queguay, el único en su margen derecha, donde aún se mantienen vestigios de época en uso y estancia, en el siglo XVIII. También, más al sur, en las cercanías del Pueblo Morató (Uruguay), en el paraje Tres Árboles, se encontraba el puesto posta San Martín. También sobre la margen izquierda, al igual que San Martín, se encontraban los puestos postas, San Jerónimo y San Borjas.  
Las treinta misiones jesuíticas guaraníes que existían al momento de la expulsión de los jesuitas en 1768 fueron:
| Número | Nombre                                                        | Lugar actual                 | Estado actual | Coordenadas                                                        | Año  |
| ------ | ------------------------------------------------------------- | ---------------------------- | ------------- | ------------------------------------------------------------------ | ---- |
| 1      | San Ignacio Guazú                                             | departamento de Misiones     | Paraguay      | 26°53′24.5176″S 57°1′26.2027″O / -26.890143778, -57.023945194      | 1609 |
| 2      | Nuestra Señora de la Encarnación de Itapúa                    | departamento de Itapúa       | Paraguay      | 27°20′20.6995″S 55°51′58.8769″O / -27.339083194, -55.866354694     | 1615 |
| 3      | Santo Tomé                                                    | provincia de Corrientes      | Argentina     | 28°33′01″S 56°02′06″O / -28.5501744, -56.0350093                   | 1632 |
| 4      | San Francisco de Borja                                        | estado de Río Grande del Sur | Brasil        | 28°39′39″S 56°00′21″O / -28.6609598, -56.0057473                   | 1682 |
| 5      | San Nicolás                                                   | estado de Río Grande del Sur | Brasil        | 28°11′6.3463″S 55°15′41.1922″O / -28.185096194, -55.261442278      | 1626 |
| 6      | San Luis Gonzaga                                              | estado de Río Grande del Sur | Brasil        | 28°24′30″S 54°57′41″O / -28.4082739, -54.9613119                   | 1687 |
| 7      | San Lorenzo Mártir                                            | estado de Río Grande del Sur | Brasil        | 28°27′42″S 54°42′36″O / -28.4617043, -54.7099097                   | 1690 |
| 8      | San Miguel de las Misiones                                    | estado de Río Grande del Sur | Brasil        | 28°32′50″S 54°33′18″O / -28.5473261, -54.5548771                   | 1632 |
| 9      | San Juan Bautista                                             | estado de Río Grande del Sur | Brasil        | 28°27′30″S 54°23′57″O / -28.4582177, -54.399062                    | 1697 |
| 10     | Santo Ángel Guardián de las Misiones                          | estado de Río Grande del Sur | Brasil        | 28°18′18″S 54°15′42″O / -28.3051037, -54.2617258                   | 1706 |
| 11     | Santos Apóstoles San Pedro y San Pablo                        | provincia de Misiones        | Argentina     | 27°54′37.1505″S 55°45′2.6553″O / -27.910319583, -55.750737583      | 1632 |
| 12     | Nuestra Señora de la Inmaculada Concepción del Ibitiracuá     | provincia de Misiones        | Argentina     | 27°58′49.49795″S 55°31′13.26863″O / -27.9804160972, -55.5203523972 | 1619 |
| 13     | Santa María la Mayor                                          | provincia de Misiones        | Argentina     | 27°53′15.7506″S 55°20′41.5345″O / -27.887708500, -55.344870694     | 1626 |
| 14     | San Francisco Javier                                          | provincia de Misiones        | Argentina     | 27°52′26.4770″S 55°8′7.0468″O / -27.874021389, -55.135290778       | 1629 |
| 15     | Santos Mártires del Japón                                     | provincia de Misiones        | Argentina     | 27°48′8.7334″S 55°25′0.1852″O / -27.802425944, -55.416718111       | 1639 |
| 16     | San José de Itacuá                                            | provincia de Misiones        | Argentina     | 27°46′13″S 55°46′46″O / -27.7703236, -55.7795734                   | 1633 |
| 17     | San Carlos Borromeo                                           | provincia de Corrientes      | Argentina     | 27°44′37″S 55°53′59″O / -27.7436859, -55.8997406                   | 1631 |
| 18     | Nuestra Señora de la Candelaria                               | provincia de Misiones        | Argentina     | 27°27′13.8265″S 55°45′17.9035″O / -27.453840694, -55.754973194     | 1627 |
| 19     | Nuestra Señora de Santa Ana                                   | provincia de Misiones        | Argentina     | 27°23′26.1661″S 55°34′50.6802″O / -27.390601694, -55.580744500     | 1633 |
| 20     | Nuestra Señora de Loreto                                      | provincia de Misiones        | Argentina     | 27°19′58.7179″S 55°31′2.3570″O / -27.332977194, -55.517321389      | 1610 |
| 21     | San Ignacio Miní                                              | provincia de Misiones        | Argentina     | 27°55′19″S 55°31′54″O / -27.92194, -55.53167                       | 1611 |
| 22     | Corpus Christi                                                | provincia de Misiones        | Argentina     | 27°7′34.6724″S 55°29′54.6057″O / -27.126297889, -55.498501583      | 1622 |
| 23     | Jesús del Tavarangüé                                          | departamento de Itapúa       | Paraguay      | 27°3′19.2646″S 55°45′11.4606″O / -27.055351278, -55.753183500      | 1685 |
| 24     | Santísima Trinidad del Paraná                                 | departamento de Itapúa       | Paraguay      | 27°7′52.7199″S 55°42′13.1655″O / -27.131311083, -55.703657083      | 1706 |
| 25     | Nuestra Señora de la Asunción de Acaraguá y Mbororé (La Cruz) | provincia de Corrientes      | Argentina     | 29°10′42″S 56°38′18″O / -29.1784567, -56.6382532                   | 1630 |
| 26     | San Cosme y Damián                                            | departamento de Itapúa       | Paraguay      | 27°19′13.44″S 56°19′58.08″O / -27.3204000, -56.3328000             | 1632 |
| 27     | Santiago Apóstol                                              | departamento de Misiones     | Paraguay      | 27°08′27″S 56°45′47″O / -27.1407485, -56.7631713                   | 1669 |
| 28     | Santa Rosa de Lima                                            | departamento de Misiones     | Paraguay      | 26°53′12″S 56°50′57″O / -26.8867399, -56.8491883                   | 1698 |
| 29     | Santa María de Fe                                             | departamento de Misiones     | Paraguay      | 26°47′00″S 56°56′38″O / -26.7834013, -56.9439451                   | 1647 |
| 30     | Yapeyú                                                        | Provincia de Corrientes      | Argentina     | 29°28′15.9959″S 56°49′2.2799″O / -29.471109972, -56.817299972      | 1627 |

Mapa de la Distribución Geográfica de las Misiones: Ver mapa en uMap

### Población
La estimación de la población de las misiones jesuitas guaraníes es la siguiente:
| Año       | Población | Año  | Población | Año  | Población |
| --------- | --------- | ---- | --------- | ---- | --------- |
| 1641/1643 | 36.190    | 1724 | 117.164   | 1750 | 95.089    |
| 1647      | 28.714    | 1732 | 141.242   | 1755 | 104.483   |
| 1648      | 30.548    | 1733 | 128.389   | 1756 | 89.536    |
| 1657      | 37.412    | 1734 | 116.250   | 1762 | 102.988   |
| 1667      | 43.753    | 1735 | 108.228   | 1765 | 85.266    |
| 1668      | 47.088    | 1736 | 102.721   | 1767 | 88.796    |
| 1676      | 53.298    | 1737 | 104.473   | 1768 | 88.864    |
| 1677      | 58.118    | 1738 | 90.287    | 1772 | 80.891    |
| 1678      | 55.125    | 1739 | 81.159    | 1783 | 56.092    |
| 1682      | 61.083    | 1740 | 73.910    | 1784 | 57.949    |
| 1700      | 86.173    | 1741 | 76.960    | 1791 | 44.677    |
| 1702      | 89.500    | 1742 | 78.929    | 1793 | 51.991    |
| 1717      | 121.168   | 1743 | 81.355    | 1801 | 45.637    |

## Organización política

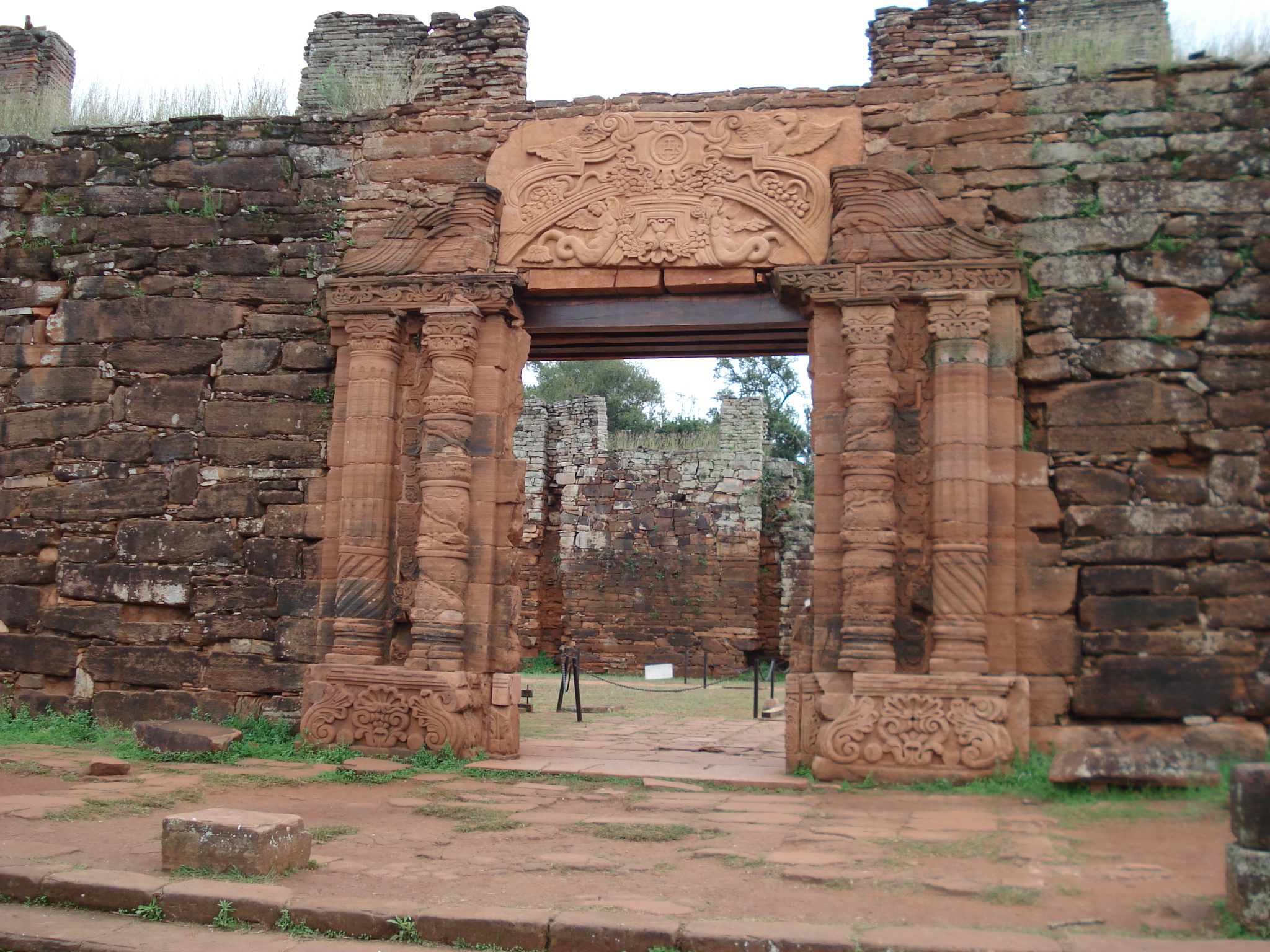
Ruinas de la reducción jesuítica de San Ignacio Miní, ubicada en la localidad de San Ignacio, en la provincia argentina de Misiones.

La política guaraní obedeció a su propia lógica, la cual fomentaba la unificación de las tekuas o aldeas (de hasta 300 000 habitantes) en volátiles alianzas que perseguían como fin último no solo el control de los recursos naturales provenientes del ecosistema de la selva tropical, base de sustentación de toda su economía, sino también la búsqueda de la Tierra Sin Mal, creencia en la que se basaba su religión.
Tanto la figura de los karaís o profetas pan-guaraníes (no adscritos a una tekua en particular sino a la "nación" en general) como la búsqueda de la tierra sin mal, fueron dos rasgos de la cultura guaraní que los jesuitas supieron aprovechar. Ellos también eran como los karaí (con los que compitieron durante los primeros años) portadores de una nueva: el "camino al paraíso" era compatible con el aguyé o camino de la perfección guaraní con destino a la Tierra Sin Mal. Los padres misioneros aunaron los sistemas de valores y creencias de la cultura guaraní de la época prehispánica con la cosmovisión del catolicismo logrando la unificación de los guaraníes bajo la protección de las leyes de la corona de España de las que los jesuitas eran garantes. Los guaraníes también supieron aprovechar este hecho frente a la creciente expansión del frente colonial hispano-portugués, en especial a partir de 1640, cuando el reino de Portugal se independizó de los reyes de España.
La mayoría de los líderes políticos guaraníes de muchas tekuas aceptaron levantar iglesias, que eran símbolos de la protección divina y jurídica,  aliándose en definitiva con lo que la Compañía de Jesús representaba. Otros líderes, por el contrario, se mantuvieron en guerra y continuaron el ciclo de enfrentamientos con sus propios connacionales: para un guaraní comerse a otro de ellos era de motivo religioso y no lo hacían a menudo. Porque según la tradición «...sólo los guaraníes son capaces de acumular energía para llegar a la Tierra sin mal».
El sistema político imperante mantenía a las reducciones estrictamente subordinadas al monarca español, quien ejercía su autoridad en América por medio de las Reales Audiencias de Lima y Buenos Aires. Por ello los jesuitas recurrían permanentemente al rey, solicitando autorizaciones o pedidos varios, favores y hasta privilegios. En algunos casos las solicitudes se dirigían a las audiencias y a los gobernadores.
Todas las misiones jesuitas fueron fundadas siguiendo el mismo modelo: la iglesia, la residencia de los padres y las casas regulares de los indios, que se ubicaban alrededor de una gran plaza.
El gobierno de cada misión tuvo muchas similitudes con las instituciones que los castellanos trasplantaron al Nuevo Mundo desde la península ibérica,  aunque le sumaron características particulares atendiendo a la idiosincrasia de los naturales de la región.
Como gobierno local, en cada reducción funcionaba un cabildo precedido por el corregidor, que era además la autoridad principal del pueblo, conocido entre los guaraníes como parokaitara ‘el que dispone lo que se debe hacer’. Era confirmada su elección por el gobernador y generalmente el elegido era uno de los caciques del pueblo y solía ser a perpetuidad. De esta forma los jesuitas fueron continuadores de las instituciones indígenas ya que el jefe de la tribu era la máxima autoridad comunal.
Otras autoridades eran los alcaldes de primer voto y segundo voto, también llamados ivírayucu ‘el primero entre los que llevan vara’. Ellos velaban por las buenas costumbres, castigaban a los holgazanes y vagabundos y vigilaban a los que no cumplían sus deberes. Esta autoridad se ejercía dentro del pueblo, junto con cuatro alcaldes de barrio, fuera de él había entre seis y ocho comisarios para los cuarteles. Una veedora vigilaba a las mujeres, cuatro celadores a los niños y cuatro inspectoras a las niñas.
Además del corregidor y los alcaldes, el cabildo estaba integrado por un teniente de corregidor, un alguacil, cuatro regidores, un alguacil mayor, un alférez real, un escribano y un mayordomo, del cual dependían los contadores, los fiscales y los almaceneros. Los integrantes del cabildo eran electos cada 1 de enero por los que dejaban el cargo en una asamblea general y puestos a consideración de los sacerdotes y luego a confirmación del gobernador.
Los regidores se encargaban de inspeccionar el aseo y la limpieza en los lugares públicos y privados, controlando también la concurrencia de los niños a la escuela y el catecismo.
El alguacil era quien se debía encargar de ejecutar las órdenes del cabildo y de la justicia. La legislación misionera excluyó la pena de muerte, otro de los grandes avances que la organización jesuita incorporó en sus comunidades.

## Organización Jesuita
La institución del real patronato indiano o el "patronazgo real" fue el régimen vigente que ejercieron los virreyes y los gobernadores en nombre de su majestad católica, el rey de España, para quien uno de los fines de la conquista de América fue la evangelización de los indios. Estos funcionarios tenían facultades para conferir beneficios eclesiásticos y designar sacerdotes. El mecanismo utilizado para la designación establecía que el obispo debía presentar una terna de nombres entre los cuales el gobernador elegía.
Los curas tenían a su cargo el gobierno de las reducciones siendo los verdaderos administradores de los bienes de los pobladores y contando con facultades de intervención directa no solo en la actividad espiritual sino también temporal, económica, cultural, social y hasta militar.
En el orden estrictamente espiritual, los misioneros se preocuparon especialmente de la difusión de la fe católica y de la enseñanza del catecismo. Los jóvenes que habían superado la edad escolar, y se encontraban trabajando en cualquier actividad, por las tardes, al escuchar el sonido de la campana, debían dirigirse a la iglesia. Mientras que a los niños y niñas se les enseñaba a leer, escribir, contar y tocar instrumentos musicales. El acto religioso más importante era la misa, al que los fieles concurrían acompañados de toda la familia, particularmente los días preceptuados.
Las iglesias fueron el corazón de los pueblos. Eran construcciones imponentes frente a la plaza que poseían un alto campanario con el que se llamaba a la misa y excepcionalmente a reunión general. Todas las calles del trazado urbano terminaban en ella.  
La Provincia Jesuítica del Paraguay tenía un padre provincial residente en la ciudad de Córdoba, designado por el general de la Compañía de Jesús, con sede en Roma. Al general o prepósito de la orden, los sacerdotes jesuitas le debían total obediencia, después del papa. El provincial redactaba anualmente las "Cartas Anuas de la Provincia" que remitía a Roma con los principales sucesos ocurridos ese año. El provincial tenía bajo su dependencia directa a los procuradores de Buenos Aires, Santa Fe y Asunción, además de un secretario y de los consultores. Cada grupo de misiones tenía un padre superior subordinado al provincial, las misiones del Paraná y del Uruguay tuvieron cada una un superior hasta principios del siglo XVIII (el superior del Guayrá desapareció al trasladarse su misión); desde entonces las treinta reducciones quedaron bajo un solo superior residente en Nuestra Señora de la Candelaria, estableciéndose un padre vice-superior para las reducciones del Paraná y otro para las del Uruguay, que además regían su propia reducción, contando cada uno con un consultor ordinario y otro extraordinario además de un admonitor.
En cada reducción había dos sacerdotes (en las más pobladas había tres), uno a cargo de lo espiritual y religioso (el cura del pueblo) y otro (el compañero) que estaba a cargo de las cosas temporales como el trabajo y la instrucción.

## Organización espacial

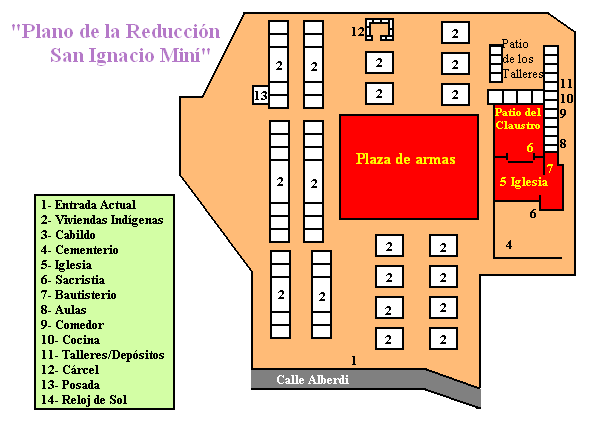
Plano de la reducción jesuítica de San Ignacio Miní.

En una reducción, los edificios principales, como la iglesia, el cementerio comunal y la escuela, que servía al mismo tiempo para albergar a los jesuitas, conformaban una unidad a manera de monasterio. El cementerio ocupaba el lado opuesto a la casa de los padres, que por lo general era más alta, aunque también de un piso como todos, y poseía dos patios interiores espaciosos. Estas edificaciones construidas en piedra local y madera de lapacho, quebracho y urunday se encontraban en un lado de una gran plaza cuadrada, rodeada de casas por los otros tres lados. Las paredes de las iglesias y las casas estaban formadas por cubos superpuestos, calzados con cuña también de piedra. Sin embargo, las vigas donde se colocaban las tejas y las piedras apoyaban sobre horcones de madera, en vez de apoyar sobre el muro directamente . Junto a la iglesia también edificios administrativos y talleres. En el centro de la misma, una gran cruz y una estatua del santo patrono de la misión.
Las calles y casas estaban ordenadas según precisas líneas geométricas, de acuerdo a las recomendaciones españolas relativas a la construcción de nuevos asentamientos. Las calles rectas y con soportales de cada lado para no mojarse durante la época de lluvias. La posición central de su lugar de residencia permitía a los padres tener una vigilancia constante sobre la vida de la reducción. También disponían de una casa comunal coty guazu para alojar a las viudas, huérfanos y mujeres solteras y tenían agua corriente y servicios sanitarios. También disponían de la cárcel pública y la posada de los españoles a donde llegaban a comerciar.
Hasta finales del siglo XVII, esta organización también permitió mantener las estructuras de parentesco de las tribus guaraníes, garantizando así la cohesión y la supervivencia de la comunidad, debido a que la disposición de las viviendas no inhibía los contactos entre los diferentes linajes y por tanto, la sostenibilidad de la familia extensiva, forma original de la sociedad guaraní. Posteriormente, los jesuitas trataron de imponer la familia restringida. En 1699, una disposición tomada por el provincial (es decir, el superior jesuita de la “provincia”) prohibió los «actos inconvenientes que se producían en las viviendas por los indios por vivir en grupos familiares bajo el mismo techo». Cada familia debía vivir separada.

## Organización económica
Por costumbres ancestrales los guaraníes cultivaban diversos vegetales como el maíz, la batata, la mandioca, la yerba mate y el algodón, además de ser cazadores y pescadores.
Sin embargo, los padres jesuitas implementaron un sistema económico agrícola que fue rápidamente asimilado por los aborígenes. Esta importante agricultura fue complementada con la ganadería que suministró a los aborígenes carne, leche y cuero. 
Se logró que cada reducción formara una unidad económica independiente. Como no se tenía moneda de metal se funcionaba sobre la base de una economía de trueque y como tenían multitud de posesiones comunales, se favorecía un intenso tráfico comercial entre las reducciones promoviendo una integración económica, social y política con sede central en Candelaria.
El régimen de propiedad era mixto, aceptando la propiedad individual privada y la propiedad colectiva. La propiedad individual privada o avamba´e, permitía que cada jefe de familia dispusiera de una chacra con la extensión necesaria para sembrar en ella todo el cultivo indispensable para el sustento anual familiar. La propiedad colectiva o “tierra de Dios” (tupambaé, de tupa, ‘dios’, y mbae, ‘dueño’) se utilizaba para el cultivo de algodón, trigo y legumbres. Generalmente existían dos campos en los que se trabajaba comunitariamente.
Cada reducción se especializaba en unos oficios, trabajando el hierro y la plata, carpintería, cocina-panadería, chapado en oro, vajillas, telas, elaboración de sombreros o instrumentos musicales. Desde allí se promoverían excelente escultura, pintura y música barrocas guaraníes.
Las misiones jesuíticas guaraníes aventajaron en casi trescientos años al derecho del trabajo contemporáneo. Fijaron la jornada laboral en seis horas diarias lo que permitía que los indios contaran con tiempo suficiente como para su realización de otras actividades, entre las que se destacaron las obras religiosas.

## Organización educativa

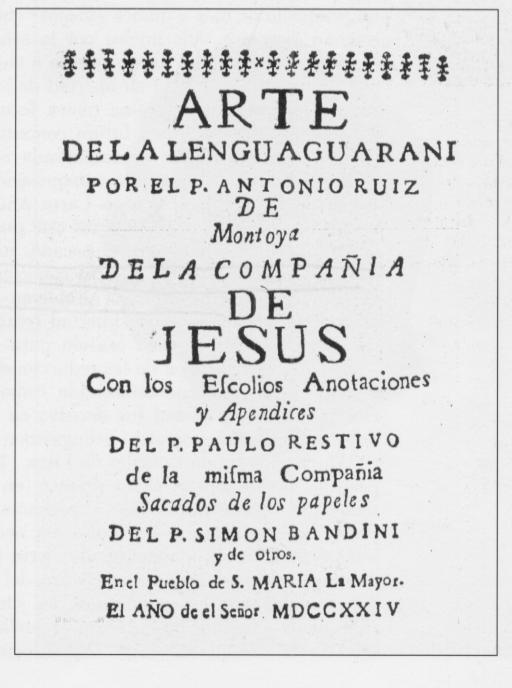
Arte de la lengua guaraní, impreso en Misión jesuítica de Santa María la Mayor en 1724.

Los reyes de España, como parte del proceso de evangelización, ordenaron que "hubiese escuelas de doctrina y de leer y escribir en todos los lugares de indios". Este decreto real, al que se le prestó por lo general en América un acatamiento sólo nominal, fue cumplido con rigor por los misioneros jesuitas, dedicándole la atención necesaria que permitió fundaciones de escuelas y centros de formación de distintos niveles que fueron verdaderos centros de educación y de transmisión de los valores del catolicismo.
En todas las reducciones funcionaron escuelas de primera enseñanza, donde los varones de seis a doce años aprendían a leer, escribir y hacer operaciones matemáticas elementales. Las niñas de la misma edad tenían escuelas separadas donde aprendían a leer, escribir, hilar y cocinar por lo que la formación de las mujeres menores fue un punto importante en la organización educativa de estos pueblos guaraníes.
El castellano se enseñaba para lograr la unidad lingüística en todas las posiciones españolas. Los jesuitas hablaban correctamente el guaraní, utilizando la lengua como el mejor medio para llegar a los naturales. Los hijos de los caciques incluso llegaron a aprender algo de latín.
En las misiones los jesuitas publicaron libros en guaraní sobre gramática, catecismo, manuales de oraciones y hasta un diccionario. Las reducciones contaron con la primera imprenta fundada por los padres Juan Bautista Neuman y José Serrano, quienes armaron una prensa, fundieron los tipos necesarios y publicaron los primeros libros. Las impresiones se hicieron en Nuestra Señora de Loreto, San Javier y Santa María la Mayor.
El primer libro publicado fue el Martirologio Romano en el año 1700; más adelante el Flos Sactorum del padre Pedro de Ribadeneyra en edición guaraní, y De la diferencia entre lo temporal y lo eterno del padre Juan Eusebio Nieremberg. Fue muy rica y variada la producción bibliográfica, conservándose todavía la mayoría.

### Música misional
La música y el canto ocuparon un lugar destacado en el proceso de aprendizaje. Cada pueblo contaba con un coro y orquesta. Desde la misma escuela se promovió la participación de los niños y los jóvenes, mientras que los adultos se organizaron, en la mayoría de los casos, desde la iglesia.
En los mismos escritos de los sacerdotes participantes de las misiones, que datan desde los primeros contactos evangelizadores, dieron cuenta de una «inclinación natural por los sonidos europeos» por parte de los nativos. A razón de esto es que la música fue concebida como una «potente arma de conversión, capaz de seducir las “almas salvajes” para que adoptasen el modo de vida cristiano, transformando aquellos “feroces leones” en “mansos corderos”».
Es así que los indios reducidos fueron eximios cantantes y destacados músicos que reprodujeron textos musicales tanto de contenido religioso como profano. Las interpretaciones que los guaraníes alcanzaron con instrumentos como el arpa y el violín constituyen clásicos de la música rioplatense. 
Así puede citarse a Hara Vale Hava que es una bella obra anónima para tenor, violines y continuo cantada en guaraní que fue compuesta a finales del siglo XVII o inicios del XVIII en las misiones jesuitas paraguayas o bolivianas. 
Los guaraníes, además, le dedicaron tiempo y esfuerzo a la danza. Los danzarines ensayaban desde los seis años, incorporando incluso melodramas los días domingos y feriados. En las festividades las principales diversiones justamente consistían en representaciones, música, canto y baile.
A lo largo del siglo XX se tomó una imagen idílica de la evangelización que impregnó en las artes, naciendo el término de “barroco jesuítico”, el cual fue la idea del resultado sensitivo tanto aural como visual del sincretismo que se dio entre los nativos y europeos. Sin embargo, este punto de vista no da cuenta de ciertos puntos muy importantes como, por ejemplo, la forma en que se acogió y percibió por parte del nativo americano tanto estas músicas que le son ajenas como las estrategias que usaron los misioneros de la Compañía de Jesús para adaptarlas a los contextos locales, lo que en este caso particular, se tradujo muchas veces en concesiones poco comunes en un contexto de contrarreforma católica, como fue la incorporación en muchos casos de elementos propios de las culturas nativas (estrategia nada nueva dentro de la historia, pero sí dentro de este contexto). Estos aspectos pasaron a integrar un proceso cultural y político bastante amplio, el cual se cargó de tensiones y conflictos. A pesar de las particularidades propias de su espacio y su tiempo las misiones generaron nuevos modos de expresión cultural guaraní tanto en la música vocal como instrumental y en el baile que son apreciados hasta el presente.
Algunas obras ejecutadas con orquesta y coro en Paraguay, muchas de ellas fueron recopiladas y adaptadas de manuscritos.
-Laudate Pueri Dominum – Anónimo
-Salve Regina - Martin Schmid (1694 – 1772)
-Regina Coeli – Anónimo
-Alma Redemptoris Mater Martin Schmid (1694 – 1772)
-Señora Santa María
-Chapie Zuichupa – Domenico Zipoli 
-Letanía Lauretana / Domenico Zipoli (1688 – 1726)
-Fidelis Servus. Antifona de Domenico Zipoli (1688 - 1726)
-Euge Serve Bone. Antifona de Domenico Zipoli (1688 - 1726)
-Señor mío Jesucristo (Canto de Estacioneros) Anónimo
-DIXIT DOMINUS de Doménico Zipoli (1688 - 1726) 
-Ave María- Martin Schmid
-Ára Vale Háva Pehe Ava – Anónimo 
-Suite de Chiquitos – Martin Schmid 
-Si Bona Suscepimus – Martin Schmid 
-Jesu Corona Virginum
-Pastoreta – Anónimo 
-Salve Regina – Anónimo
-Minuetto in G Major- Julian Atirahu 
-Magnificat in C major – Martín Schmid 
-Letanía -ANÓNIMO en Guaraní
-SONATA EN LA MAYOR - Domenico Zipoli (1688 - 1726)
-Sonata Chiquitana – ANÓNIMO
-Xicochi conetzintle-Gaspar Fernández 
-Lanchas para Baylar-Baltasar Martínez Compañón
-Canzona del Cusco-Anónimo
-Mia bella Irene: Mia bella Irene-Domenico Zipoli
-Damigella tutta bella, SV 235-Claudio Monteverdi
-Zuipaqui- Domenico Zipoli 
-Tupasy Maria- Anónimo
-Trío Sonata- Anónimo
-Beatus Vir- Domenico Zipol
-Misa Parlatina- Domenico Zipoli
-Señora Santa Maria- Estacionero
-Misave-Anónimo
-Santos Puri-Anónimo
-Vísperas Solmenes a San Ignacio- Domenico Zipoli
-Opera San Ignacio- Domenico Zipoli
-Sacris Solemnis- DOMENICO ZIPOLI
-Misa Zipoli (también conocida como Misa Brevis) en Fa mayor; Kyrie-Christe, Gloria.
-Ave Maris stella en Do mayor-Zipoli
-O Gloriosa Virginum, en Re menor -Zipoli
-Tantum Ergo, en Fa mayor-Zipoli
-Te Deum en Do mayor- Zipoli
-Contrafacta del himno O gloriosa -Zipoli
-Jesu corona Virginum- Zipoli
-Crudelis Herodes -Zipoli
-Decora Lux Aeternitatis- Zipoli
-Deus tuorum militum- Zipoli
-Jesu Redemptor ómnium- Zipoli
“Misa a quatro voces”, en fa mayor (copiada en Potosí en 1784). 
“Misa a San Ignacio”, en fa mayor
«Misa Palatina» - Schmid
«Misa a San Javier» - Anónimo
«Misa Guarayo» - Anónimo
VISPERAS (Domenico Zipoli)
Deus in adjutorium, Domine ad adjuvandum, Dixit Dominus (dos), Confitebor, Laudate Pueri, Beatus vir, Laudate Dominum (dos), 5 Antifonas (atribuidas).
Suite Barroco Guaraní I, II y III (recopilación a base de piezas para órgano)
Sonata da Chiesa en Do y en Fa
Sonatas Chiquitanas

## Organización militar
Las misiones guaraníes constituyeron un importantísimo freno a las aspiraciones expansionistas de los lusitanos, que liderados por los bandeirantes se dedicaban a la caza de indios para venderlos como esclavos en São Paulo y Río de Janeiro. 
Desde los primeros tiempos de la conquista de América, la Corona española otorgó a los indios o naturales americanos, el mismo estatus jurídico de hombres libres, equiparándolos a los vasallos peninsulares. Esta era la condición que tenían los guaraníes en el Virreinato del Perú.
Tras varias incursiones bastante exitosas en 1641 una gran tropa de bandeirantes paulistas fue vencida en la batalla de Mbororé. Estos volvieron a intentar atacar en 1652 y 1676 pero en ambas ocasiones el gobernador de Paraguay consiguió detenerlos gracias a la participación de las milicias jesuitas.
Los permanentes ataques de los bandeirantes forzaron a una mayor militarización de las misiones. Las reducciones empezaron a fortificarse y a formar milicias armadas con armas de fuego y entrenadas en tácticas de guerra modernas combinadas a sus tácticas selváticas clásicas gracias al entrenamiento con veteranos de las guerras europeas. De esta manera se constituyeron milicias permanentes a las que, a cambio de participar en campañas convocadas por los gobernadores de Asunción y Buenos Aires, se liberaba de la mita. Aparte de esto, los guaraníes cooperaron frecuentemente en los asedios a la Colonia del Sacramento: en 1680 lucharon 4000, en 1704-1705 3000 y en 1735-1736 otra vez tres mil.
Los milicianos guaraníes participaron también de las numerosas campañas de castigo contra otros indios como los guaycurúes, payaguás y mbyás, feroces tribus del Gran Chaco que lanzaban frecuentemente ataques contra las haciendas y pueblos del Paraguay. En 1702, además, derrotaron a los charrúas con los que habían entrado en conflicto por extensos territorios de la Banda Oriental aptos para que pastaran sus ganados. Sin embargo, la mano de obra guaraní no sería tan solo usada para apoyar en las campañas militares. Altamente cualificados fueron solicitados para ayudar en la construcción de fortalezas, destacando en especial las murallas de Montevideo.
Las milicias de las misiones tuvieron también una participación importantísima en la supresión de la Segunda revolución comunera del Paraguay (1721-1735). En 1724, tras años de conflicto entre los comuneros —que entre otras cosas solicitaban que las misiones quedaran gobernadas por corregidores que acabaran con la autonomía autárquica de estas— y los jesuitas en las cortes de justicia, el enfrentamiento se trasladó al campo de batalla cuando estos últimos, siguiendo las órdenes del virrey del Perú José de Armendáriz, prepararon un ejército de dos mil indios a orillas del río Tebicuary, aunque fueron atacados sorpresivamente por un ejército asunceño superior y vencidos. En 1726 los jesuitas, gracias a su apoyo al gobierno real, consiguieron la autonomía frente al gobernador de Paraguay y seis años después movilizaron siete mil indios para defender el Tebicuary de ataques desde Asunción. En 1735, Bruno de Zavala, gobernador del Río de la Plata, decidió organizar una expedición con la que acabar con los rebeldes. Los jesuitas inmediatamente le dieron su apoyo, organizaron más de 6000 guaraníes cerca del Tebicuary y otros 6000 quedaron de reserva en sus misiones. Pronto se sumaron a la tropa de Zavala, más de 8000 hombres, que el 14 de marzo de 1735 obtuvo la decisiva victoria de Batalla de Tabapy marcando así el fin de la insurrección.
La demostración del poder militar de las misiones impresionó e intimidó a los vecinos de Asunción y Corrientes, que desde entonces desconfiaron de los misioneros sobremanera. Pocas décadas después se produjo la guerra guaranítica que terminó siendo usada como el principal argumento para expulsar a los jesuitas, a los que no se consideraba leales al rey.

## El final de las reducciones
A partir de inicios del siglo XVIII, las reformas borbónicas puestas en marcha por esta nueva dinastía a fin de evitar el lento proceso de decadencia en que se encaminó la monarquía hispánica, alcanzaron también al aspecto religioso en donde la corona aplicó el regalismo. 
Durante el reinado de Fernando VI, España se enfrentó con Portugal por la colonia del Sacramento, desde la que se facilitaba el contrabando británico por el Río de la Plata. José de Carvajal consiguió en 1750 que Portugal renunciase a tal colonia y a su pretensión de libre navegación por el Río de la Plata. A cambio, España cedió a Portugal dos zonas en la frontera brasileña, una en la Amazonia y la otra en el sur, en la que se encontraban siete de las treinta reducciones guaraníes de los jesuitas. Los españoles tuvieron que expulsar a los misioneros jesuitas, lo que generó un enfrentamiento con los guaraníes que duró once años.
El rey sucesor, Carlos III, imitando las políticas seguidas en el Reino de Portugal (1759) y en el Reino de Francia (1762), a través de la Pragmática Sanción de 1767, emitida el 27 de febrero de ese año, ordenó la expulsión de los jesuitas de todos los dominios de la corona de España, incluyendo los de América y los demás ultramarinos, cifra que alcanzó a más de 6000 religiosos. El ataque de la monarquía a esta orden religiosa también alcanzó sus bienes temporales toda vez que ya que la pragmática también decretó la incautación del patrimonio de la Compañía de Jesús.

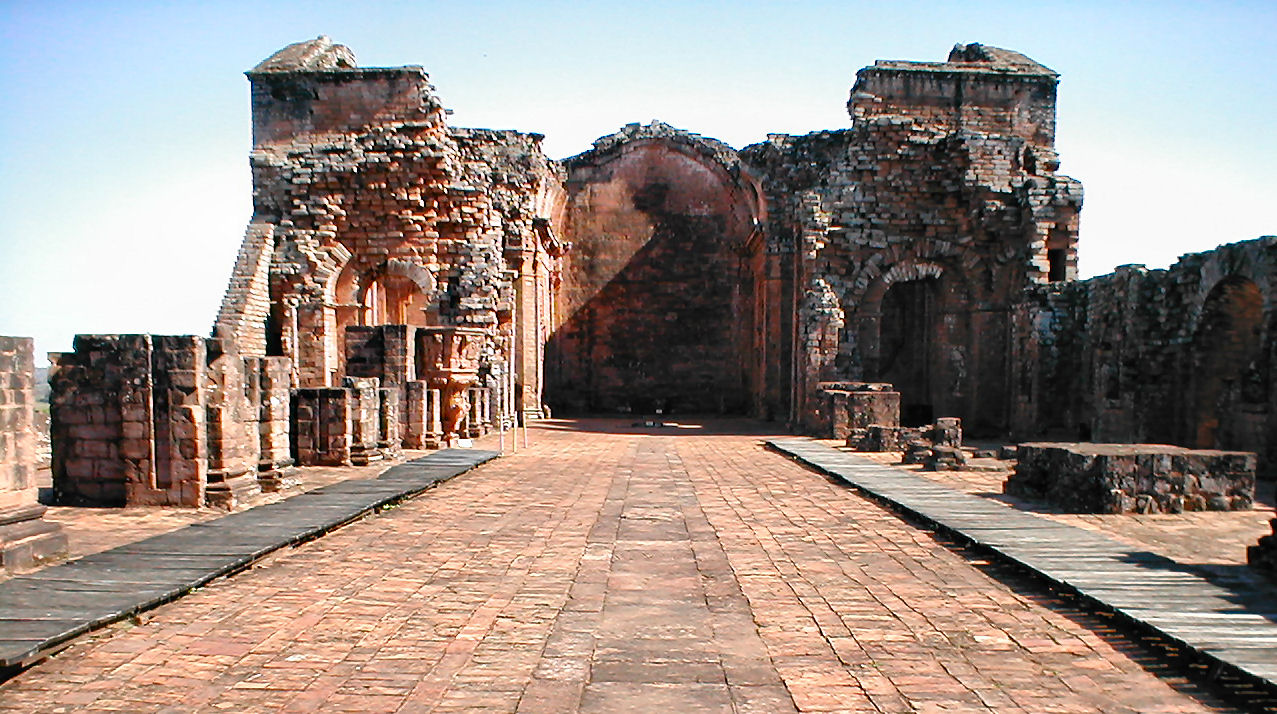
Las ruinas jesuitas de la Santísima Trinidad del Paraná, en la ciudad de igual nombre, departamento de Itapúa, Paraguay.

Poco tiempo después, el 21 de julio de 1773, el papa Clemente XIV dictó el breve apostólico Dominus ac Redemptor, suprimiendo la Compañía de Jesús, que únicamente logró subsistir en Rusia y volvió a ser autorizada por el papa Pío VII en 1814.
Las reducciones guaraníes no se disolvieron de inmediato, sino que se reemplazaron a los jesuitas con nuevos directores seculares que no tenían los ideales de los primeros. Tampoco fueron exitosos las direcciones de los franciscanos, dominicos y mercedarios  que tomaron a su cargo los pueblos misioneros, constituyéndose la Gobernación de las Misiones Guaraníes.
Pero los años inmediatamente posteriores a la expulsión la emigración de indios se multiplicó. Grupos de guaraníes ya habían empezado a buscar refugio en Corrientes, Santa Fe, Entre Ríos, la Banda Oriental y Buenos Aires de los ataques de españoles y criollos y las malocas de los paulistas. En 1801, cuando los lusitanos ocuparon definitivamente las Misiones Orientales un importante contingente de sus habitantes se refugió en el actual territorio uruguayo, especialmente su campiña. Otros volvieron a sus selvas mientras algunos se sirvieron del entrenamiento como artesanos que habían aprendido en las reducciones para vivir en las ciudades. Hubo una rápida disminución de la población.
La creación del virreinato del Río de la Plata en 1776, que fue el último creado por la Corona española como una escisión del virreinato del Perú en su intento de reorganizar la administración de sus colonias en América, no logró detener la decadencia de estos pueblos.
A partir de 1810, durante las guerras de independencia hispanoamericanas, los guaraníes apoyaron los cambios radicales económicos, políticos y sociales propuestos por el caudillo José Gervasio Artigas, donde la situación del indio tenía especial preocupación. Este afianzó su poder en las regiones de mayoría mestiza o indígena, lo que hace comprensible que Corrientes, Entre Ríos, Santa Fe, la Banda Oriental y las Misiones Orientales se sumaran a su Liga Federal. Durante dicho periodo otro gran contingente de las Misiones Orientales se refugió en las tierras del actual Uruguay.
Posteriormente, en 1820 Artigas fue vencido por el enterriano Francisco Ramírez y obligado a exiliarse en Paraguay. Cerca de cuatro mil guaraníes artiguistas de las Misiones Occidentales, Corrientes y Entre Ríos se refugiaron en la Banda Oriental. En 1828 Fructuoso Rivera ocupó brevemente las Misiones Orientales, pero debió retirarse tras firmar el Convención Preliminar de Paz, llevándose consigo de cuatro a ocho mil indios misioneros a la Banda y fundando Santa Rosa del Cuareim, actual ciudad de Bella Unión. Durante su campaña, el ejército de 500 soldados de Rivera triplicó su número gracias a los reclutas tapés y charrúas que se sumaron.
En cuanto a la planta física, en las primeras décadas del siglo XIX las tropas del general del Brasil Francisco das Chagas Santos y el dictador paraguayo Gaspar Rodríguez de Francia causaron graves daños a los edificios. El golpe de gracia vino por el sucesor de Francia, Carlos Antonio López cuando este abolió forzosamente y destruyó las comunidades quedándose con las tierras.
En recuerdo de la obra jesuítica, las regiones que ocuparon antaño las reducciones hoy son llamadas «misiones».

## Patrimonio de la Humanidad
Algunas de las misiones jesuíticas guaraníes han sido declaradas lugar Patrimonio de la Humanidad por la Unesco. Cada una de ellas se caracteriza por un plan específico y un diferente estado de conservación.
Al 2013, son siete los impresionantes restos que el organismo cultural ha protegido. La primera declaración data de 1983 y fue para las ruinas de São Miguel das Missões, ubicadas en el sur de Brasil. 
En 1984, la declaración otorgada a las ruinas brasileñas de San Miguel de las Misiones fue extendida para incluir las misiones argentinas de San Ignacio Miní, Santa Ana, Santa María la Mayor y Nuestra Señora de Loreto, lo que lo convirtió en un único sitio transfronterizo.
En 1993 el número se amplió con la declaración que alcanza a dos misiones situadas en Paraguay: la misión jesuítica de Jesús de Tavarangué y la misión jesuítica de Santísima Trinidad del Paraná. 
Esquemáticamente las misiones que han sido declaradas Patrimonio de la Humanidad son las siguientes:
| Código  | Nombre                        | Lugar actual                                                 | País      | Coordenadas                                                    | Año  |
| ------- | ----------------------------- | ------------------------------------------------------------ | --------- | -------------------------------------------------------------- | ---- |
| 291-001 | São Miguel das Missões        | São Miguel das Missões, estado de Río Grande del Sur         | Brasil    | 28°32′51″S 54°33′18″O / -28.54750, -54.55500                   | 1983 |
| 291-002 | San Ignacio Miní              | San Ignacio, departamento San Ignacio, provincia de Misiones | Argentina | 27°15′19″S 55°31′54″O / -27.25528, -55.53167                   | 1984 |
| 291-003 | Nuestra Señora de Santa Ana   | Santa Ana, departamento Candelaria, provincia de Misiones    | Argentina | 27°23′18.3438″S 55°34′49.785″O / -27.388428833, -55.58049583   | 1984 |
| 291-004 | Nuestra Señora de Loreto      | Cerro Corá, departamento Candelaria, provincia de Misiones   | Argentina | 27°19′56.6544″S 55°31′12.687″O / -27.332404000, -55.52019083   | 1984 |
| 291-005 | Santa María la Mayor          | Santa María, departamento Concepción, provincia de Misiones  | Argentina | 27°53′29.7162″S 55°20′42.5682″O / -27.891587833, -55.345157833 | 1984 |
| 648-001 | Santísima Trinidad del Paraná | Encarnación, en el distrito de Trinidad en Itapúa            | Paraguay  | 27°8′00.0″S 55°42′00.0″O / -27.133333, -55.700000              | 1993 |
| 648-002 | Jesús de Tavarangué           | Encarnación, en el distrito de Trinidad en Itapúa            | Paraguay  | 27°3′22″S 55°45′11″O / -27.05611, -55.75306                    | 1993 |